# Житарице
Житарице су једногодишње биљке из породице трава (Gramineae), чији зрнасти плодови (жита) служе за исхрану људи и животиња и као сировина у прехрамбеној индустрији. Називају се и хлебна жита или цереалије. Она су врста траве која се узгаја из јестивог зрна које се зове , а у себи садржи клице и мекиње. Житарице у зрну узгајају се у већим количинама и пружају више енергије од било које друге врсте усева. Оне су сортирани усеви. Неке биљке се називају житарицама иако нису трава. Житарице имају врло важну улогу у прехрани људи, а посебно код деце.
Плодови житарица су богати угљеним хидратима, беланчевинама, целулозом, минералним материјама и витаминима.
Реч житарица потиче од Церере, што је име римске богиње жетве и пољопривреде. У Енглеској се реч corn (што значи „кукуруз”) користи када се мисли на било коју врсту житарице, док се у САД назив corn користи само се кад се мисли на кукуруз. Пшеница, кукуруз и пиринач су највише узгајане житарице. Пшеница је најважнија житарица, а од житарица се за прехрану људи највише користи пиринач, која је основна храна Азије, посебно у Кини и Јапану. Кукуруз је житарица која се највише прерађује.

## Подела и систематика житарица
У првом реду то су: пшеница (triticum), раж (secale), јечам (hordeum), пиринач (oriza), овас (avena) и кукуруз (zea mays). Поред наведених у жита се убрајају просо (panicum), сирак (sorgum), хељда (псеудоцереалија из фамилије Fagopyrum ) и хибрид пшенице и ражи под називом triticale.
Према неким ботаничким особинама, жита се деле на права или стрна, која имају цвет у облику класа и просолика чији је цвет у облику метлице. У права или стрна жита убрајају се пшеница, раж, јечам и овас, а у просолика пиринач и кукуруз.
Жита се деле и према начину прераде. Жита која се прерађују млевењем имају назив млинске сировине, док жита која се прерађују љуштењем имају заједнички назив љуштине.

### Пшеница
Најзначајнија млинска сировина свакако је пшеница. Основна систематизација је ботаничка. Економски најзначајнија је обична пшеница (triticum aestivum). Друга по значају тврда пшеница (triticum durum) а следе енглеска пшеница (triticum tugidum), патуљаста пшеница (triticum compactum) и друге.
Пшеница се групише и према времену сетве односно жетве. По овој подели све пшенице сврставају се у три групе. Прву групу чине озиме, другу јаре а трећу чине факултативне пшенице.

### Раж
Са становишта прераде интересантна је само једна врста под називом cereale и то варијетет vulgare. Поред рада на селекцијама ражи и пшенице, у последње време доста се ради на њиховом укрштању при чему се добијају хибриди под називом тритикале (triticale).

### Јечам
Све форме јечма сврстане су у једну врсту под називом hordeum sativum и то:
- група - вишереди јечам
- група - прелазни јечам
- група - двореди јечам
- група - непотпуни јечам
- група - лабилни јечам

Селекција јечма иде у два основна правца и то према намени. Јечам намењен за производњу слада и јечам намењен за анималну и хуману исхрану треба да је са што већим уделом беланчевина. И у једном и у другом правцу до сада је изабран велики број сорти, које су прилагођене одређеним агроеколошким условима.

### Овас
Због неколико захтева са повећаном количином воденог талога распрострањеност оваса је релативно мала. Већина културних форми оваса се дели на овас метличар и овас заставичар. Обе подврсте имају више варијетета који се разликују по броју зрна. У оквиру сваког варијетета селекционисано је више сорти.

### Пиринач
Све културне форме пиринча спадају у једну врсту под називом обичан пиринач (oriza sativa). У тој се врсти разликује велики број варијетета који се разликују према присутности или одсуству осја, боји осја и плевице, боји, величини и облику зрна и другим особинама. У оквиру варијетета до сада је селекционисано више хиљада сорти.

### Кукуруз
Кукуруз се може сврстати у следећу групу: кокичар, тврдунац, зубан, мекунац, воштени кукуруз, шећерац и плевичар. Поред набројаних има и других група које нису значајне са становишта индустријске прераде. Од свих група економски су најзначајнији зубани и тврдунци.

## Историја
Прве житарице су почели узгајати примитивни људи од давнина. Пре 8.000 година они су живели у древним пољопривредним заједницама у Азији. Три главне врсте житарица у пољопривредном развоју су јечам и еинкорн пшеница и емер пшеница. Отприлике у исто време у источној Азији почели су се узгајати просо и рижа. Сирак и просо узгајали су се и у субсахарској западној Африци.

### Древна историја
Пољопривреда је омогућила подршку повећане популације, што је довело до већих друштава и на крају развоја градова. Такође је створила потребу за већом организацијом политичке моћи (и стварањем друштвене стратификације), јер су се морале доносити одлуке о расподели рада и жетве и правима на приступ води и земљишту. Пољопривреда је узроковала непокретност људских насеобина, пошто се становништво насељавало на дуже временске периоде, што је довело до акумулације материјалних добара.
Рана неолитска села садрже евиденцију о развоју прераде жита. Левант је древна постојбина предака пшенице, јечма и грашка, на којима су биле базиране многе насеобине. Постоје докази и о култивацији смокви у Јорданској долини, пре 11.300 година и производњи житарица у Сирији пре око 9.000 година. Током истог периода, пољопривредници у Кини су почели да се баве узгојем пиринча и проса, користећи вештачке поплаве и пожаре као део култивационог режима. Влакнасти усеви су исто тако били рано доместиковани, при чему се кинеска доместикација кудеље, памука одвијала независно од афричке и јужноамеричке, и западноазијске доместикације лана. Постоје индикације да је употреба средстава за побољшање земљишта, као што су стајско ђубриво, риба, компост и пепео, почела рано, и да се независно развила у неколико области света, укључујући Месопотамију, долину Нила и источну Азију.
Прве житарице су доместиковали рани примитивни људи. Пре око 8.000 година, житарице су доместиковале древне ратарске заједнице у региону плодног полумесеца. Емер пшеница, еинкорн пшеница, и јечам су била три неолитска оснивачка усева у развоју пољопривреде. Отприлике у исто време, започела је доместикација проса и пиринча у источној Азији. Исто тако је започела доместикација сирка и проса у субсахарској западној Африци.

### Зелена револуција
Током друге половине 20. века дошло је до спектакуларног повећања у продукцији житарица високог приноса широм света, посебно пшенице и пиринча, услед иницијативе познате као Зелена револуција. Стратегије које је развила Зелена револуција фокусирале су се на превладавање глади и биле су веома успешне у повећању свеукупних приноса житарица, али очигледно нису придале довољну важност квалитету исхране. Ове савремене житарице високог приноса имају низак квалитет протеина, са недостацима есенцијалних аминокиселина, високим садржајем угљених хидрата и одсуством уравнотежене заступљености есенцијалних масних киселина, витамина, минерала и других фактора квалитета.

## Пољопривреда
Док свака поједина врста има своје посебности, узгој свих житарица је сличан. Најчешћа врста је она која се сеје једном годишње и даје једну жетву. Пшеница, раж, јечам су сезонске житарице. То су једногодишње биљке које добро успевају у умереним временским условима, а престају да расту у топлијим условима (када је температура око 30 °C), мада ово варира од врсте до врсте. У топлијим временима житарице добро успевају. Јечам и раж су житарице које могу да успевају и у хладним временским условима, оне могу да презиме чак и у Сибиру. Многе житарице које подносе хладно време се могу узгајати у тропима. Међутим неке се узгајају само у хладнијим висоравнима.
Задњих деценија јавља се све већи интерес за вишегодишње зрнасте биљке. Овај интерес се појавио у првом реду због предности у контроли ерозије, смањене потребе за ђубривом, те због потенцијално смањених трошкова пољопривредника.

### Сејање житарица
Житарице које боље успевају у топлијим сезонама узгајају се у тропским низијама током целе године, док се оне које успевају у умереним климатским условима узгајају током хладнијих временских прилика. Пиринач се обично узгаја у подручјима која се могу плавити, иако се неке врсте узгајају у сувим крајевима. Остале житарице којима погодује топла клима, попут сирка, прилагођене су сувим условима.
Сезонске житарице које се узгајају када је хладно су добро прилагођене умереној клими. Већина сорти појединих врста су или зимске или пролетње врсте. Зимске сорте се сеју у јесен, оне клијају и расту вегетативно, а потом су у фази мировања током зиме. Оне настављају да расту у пролеће и зреле су у касно пролеће или рано лето. Овај систем култивирања оптимално користи воду и ослобађа земљу за други усев и почетак вегетације.
Зимске сорте житарица не цветају до пролећа јер им је неопходна вернализација односно излагање ниским температурама током генетски одређеног временског периода. Кад су зиме претопле за вернализацију или кад премаше чврстину усјева (која се разликује по врстама и варијететима), фармери узгајају пролећне сорте. Пролећне житарице су сеју почетком пролећа и сазревају касније истог лета, без вернализације. Пролећним житарицама је обично неопходно више наводњавања и принос им је мањи од зимских житарица.

### Раздобље жетве
Након што су биљке житарица узгојиле своје семе, оне су завршиле свој животни циклус. Биљке почињу венути и постају смеђе и суве. Чим су стара биљка и њена зрна довољно сува, жетва може почети.
У развијеним земљама, житарице се углавном беру машински, најчешће комбајном који реже, врше и просејава жито при пролазу преко поља. У земљама у развоју, користе се разне методе зависно од цене рада, од комбајна до ручних алата, као што су коса и виле.
Ако се врше током влажног времена, може се десити да зрно у пољу није довољно суво, те може доћи до кварења током складиштења. У том случају, зрно се шаље на вештачко сушење, при чему се суши вештачком топлотом.
У Северној Америци, пољопривредници често испоручују своја ново пожњевена жита у силосе за житарице, велике складишне просторе који консолидују усеве многих фармера. Пољопривредник може продати жито у тренутку испоруке или задржати власништво над уделом зрна у силосу за каснију продају. Простори за складиштење треба да буду заштићени од житаричних штеточина, глодара и птица.

## Продукција
Следећа табела приказује годишњу производњу житарица у 1961, 2010, 2011, 2012, и 2013, рангирану по продукцији из 2013. године.
| Житарица  | Светска продукција (милиона метричких тона) | Светска продукција (милиона метричких тона) | Светска продукција (милиона метричких тона) | Светска продукција (милиона метричких тона) | Светска продукција (милиона метричких тона) | Напомена |
| Житарица  | 2013                                        | 2012                                        | 2011                                        | 2010                                        | 1961                                        | Напомена |
| --------- | ------------------------------------------- | ------------------------------------------- | ------------------------------------------- | ------------------------------------------- | ------------------------------------------- | --- |
| Кукуруз   | 1016                                        | 872                                         | 888                                         | 851                                         | 205                                         | Главна храна људи у Америци, Африци и сточна храна широм света; често се зове у Северној Америци, Аустралији и Новом Зеланду. Велики део кукуруза се узгаја за друге сврхе осим људске употребе. |
| Пиринач   | 745                                         | 720                                         | 725                                         | 703                                         | 285                                         | Примарна житарица тропских и неких умерених регија. Он је главна храна у већем делу Бразила (кукуруз и тапиока су некад били важнији и њихово присуство је још увек јако у неким областима), другим делови Латинске Америке и неким другим културама португалског порекла, деловима Африке (чак и пре Колумбијске размене), већини јужне Азије и Далеког истока. У великој мери је надмашен хлебним дрветом (дикотовим стабло) током јужно Пацифичког дела Аустронезијске експанзије. |
| Пшеница   | 713                                         | 671                                         | 699                                         | 650                                         | 222                                         | Примарна житарица умерених региона. Користи се широм света, али је главна храна Северне Америке, Европе, Аустралије, Новог Зеланда, већине Јужне купе Африке и већег дела ширег Средњег истока. Замене меса базиране на пшеничном глутену су важне на Далеком истоку (мада у мањој мери од тофуа) и по неким мишљењима подсећа на текстуру меса више од других замена. |
| Јечам     | 144                                         | 133                                         | 133                                         | 124                                         | 72                                          | Гаји се ради прављења слада, и као сточна храна на земљишту које је сувише сиромашно или сувише хладно за пшеницу. |
| Сирак     | 61                                          | 57                                          | 58                                          | 60                                          | 41                                          | Важна главна храна у Азији и Африци. Популарна сточна храна широм света. |
| Просо     | 30                                          | 30                                          | 27                                          | 33                                          | 26                                          | Група сличних али особених житарица које чине важну главну храну у Азији и Африци. |
| Овас      | 23                                          | 21                                          | 22                                          | 20                                          | 50                                          | Популаран широм света као храну за доручак и сточна храну. При људској потрошњи, овас се може сервирати као каша, мада се овас може јести и у разним другим формама, међу којима су ваљани овас и необрађена зоб. |
| Раж       | 16                                          | 15                                          | 13                                          | 12                                          | 12                                          | Важан усев у хладнијим климама. |
| Тритикале | 14.5                                        | 14                                          | 13                                          | 14                                          | 35                                          | Хибрид пшенице и ражи, који расте слично ражи. |
| Фонио     | 0.6                                         | 0.59                                        | 0.59                                        | 0.57                                        | 0.18                                        | Неколико сорти се узгаја као храна у Африци. |

Кукуруз, пшеница и пиринач су заједно у 2012. години чинили 89% укупне производње житарица широм света, а 43% свих прехрамбених калорија 2009. години, док је производња овса и тритикала драстично пала са нивоа шездесетих година.
Друге житарице вредне помена, које нису уврштене у статистике Организације за храну и пољопривреду, су:
- Теф, древно зрно које је главна храна у Етиопији. Има висок садржај влакана и протеина. Њено брашно се често користи за производњу инјера. Такође се може јести као житарица у топлом доручку, слично гризу са чоколадним или орашастим укусом. Њено брашно и производи од целог зрна се обично се могу наћи у продавницама природних намирница.
- Дивљи пиринач, гаји се у малим количинама у Северној Америци.

Неколико других врста пшенице је такође било доместиковано, неке од којих врло рано у историји пољопривреде:
- Крупник, блиски сродник обичне пшенице.
- Еинкорн, врста пшенице са једним зрном.
- Емер, један од првих усева који су били доместиковани у Плодном полумесецу.
- Дурум, једина тетраплоидна врста пшенице која се тренутно култивише, коришћена је за производњу крупног брашна.
- Камут, древни сродник дурума са непознатом историјом.

Године 2013. глобална продукција житарица достигла је рекордних 2.521 million tonа.

## Прехрамбена улога житарица
Неке житарице у себи садрже мањак есенцијалних аминокиселина, као што је лизин. То је један од разлога зашто многе вегетаријанске културе, ради уравнотежене прехране, комбинују прехрану од житарица с махунаркама. Многе махунарке с друге стране су мањкаве есенцијалним аминокиселинама (нпр. метионин) које садрже житарице. Комбинација махунарки и житарица је добар план прехране за вегетаријанце. Уобичајени примери таквих комбинација су сочиво са пиринчем, тофу с пиринчем, кикирики маслац с пшеничним хлебом, и тако даље. Количина сирових протеина присутних у житарицама се мери као концентрација житаричних сирових протеина.
Плодови житарица су богати угљени хидратима, беланчевинама, целулозом, минералима и витаминима. Када се очисте уклањањем мекиња и клица преостану углавном угљени хидрати. У неким земљама у развоју, зрна у облику риже, пшенице, проса, или кукуруза чине већину дневног оброка. У развијеним земљама, потрошња житарица је умерена и разнолика, али још увек битна.
Научно је доказано да конзумирање целовитих житарица битно утиче на побољшање и очување здравља човека. Житарице имају посебно важну улогу у прехрани деце посебно приликом увођења нове хране. Житне каше су нужне у прехрани деце у доба када су повећане његове нутритивне и енергетске потребе, а када се истовремено у организам детета не могу унети довољне количине хране што се догађа у фази убрзаног раста и развоја. Житарице су најчешћа група намирница којима се започиње дохрана деце.

## Стандардизација
Међународна организација за стандардизацију је објавила серију стандарда о житаричним продуктима. Они су покривени документом ICS 67.060.